# Fédération euro-arménienne pour la justice et la démocratie
La fédération euro-arménienne pour la justice et la démocratie (FEAJD) est une organisation non gouvernementale qui représente une partie substantielle de la diaspora arménienne en Europe. La Fédération a été fondée en 2000 à Paris. En 2002, l’organisation s’est installée à Bruxelles.
La FEAJD est la principale interlocutrice promouvant les enjeux arméniens auprès des institutions de l’Union européenne et au sein des organisations internationales,,. En tant qu’organisation fédératrice, la FEAJD assure la coordination des activités de ses organisations-membres dans treize pays européens. L’organisation promeut et contribue également aux activités des communautés arméniennes à travers l’Europe.

## Activités

### Reconnaissance du génocide des Arméniens
Depuis son établissement, la FEAJD lutte en faveur de la reconnaissance et la condamnation du Génocide arménien par les parlements des pays européens ainsi que le Parlement européen. La FEAJD a contribué à l’adoption d’une résolution en avril 2015 par le Parlement européen qui réaffirme sa reconnaissance du Génocide des Arméniens, obtenue en 1987 et exige de la Turquie de faire de même. La résolution invite également les gouvernements et les parlements européens à rendre hommage aux victimes et à reconnaître le Génocide des Arméniens.

### République d’Artsakh (du Haut-Karabagh)
Un aspect des activités de la FEAJD est la défense des droits fondamentaux du peuple d’Artsakh, notamment leur droit à l’auto-détermination et le droit de vivre dans la paix et la dignité,.
La FEAJD entreprend régulièrement diverses initiatives et projets visant à promouvoir le contact et l’échange entre les peuples.
Afin de favoriser le dialogue entre l’Union européenne et l’Artsakh, l’organisation met l’accent sur le développement de la diplomatie parlementaire entre l’Assemblée Nationale de l’Artsakh et les organes législatifs des états membres de l’Union européenne ainsi que le Parlement européen,.
La FEAJD a contribué à l’établissement de groupes d’amitié avec l’Artsakh au sein de plusieurs parlements en Europe,,,. La FEAJD a pour objectif de surmonter le stéréotype selon lequel l’Artsakh est vu comme une zone de conflit. Elle aspire à présenter divers aspects de la société artsakhiote, la vie quotidienne de sa population, son potentiel touristique ainsi que son héritage culturel,.
L’organisation s’efforce à renforcer la démocratie, soutenir le développement d’une société civile active, contribuer au développement économique et faire respecter les droits de l’homme en Artsakh.

### Relations entre l’Union européenne et l’Arménie
L’un des objectifs de la FEAJD est de renforcer les liens et approfondir la coopération entre l’Arménie et l’Union européenne ainsi que ses États membres.
En 2013, avec les efforts communs de la Mission de la République d’Arménie auprès de l’Union Européenne et la FEAJD un groupe d’amitié avec l’Arménie a été établi au Parlement européen. Le groupe a repris ses activités en février 2015, après les élections du Parlement européen de 2014. Le groupe d’amitié compte environ 50 députés européens et favorise la coopération entre les parties.
À partir de 2018, l’organisation a lancé le programme de stages « Vahan Hovhannisyan », qui offre aux jeunes professionnels arméniens une occasion de se familiariser avec les activités de la FEAJD et celles des institutions européennes, en particulier le Parlement européen.

### Militantisme et communautés arméniennes
La FEAJD coopère avec les organisations représentant les communautés locales arméniennes à travers l’Europe et les aide à mettre en œuvre diverses initiatives.
La FEAJD coordonne les activités de ses organisations-membres — les Comités de Défense de la Cause Arménienne (CDCA) en Europe — et organise des évènements afin de faire valoir les revendications des Arméniens d’Europe.
Tous les quatre ans, la FEAJD organise la convention des Arméniens d’Europe qui réunit des personnalités arméniennes et européennes, des hommes politiques, des chefs religieux, des représentants du milieu académique, des représentants de la société civile et des médias pour discuter des enjeux relatifs à la cause arménienne et suggérer des voies à suivre.
La dernière Convention a eu lieu à Bruxelles les 17 et 18 octobre 2017. Plus de 300 participants de différents pays du monde ont participé à l’événement,.

### Mission d’observation électorale à court terme en Artsakh
Reconnaissant le rôle des missions d’observation électorales dans la promotion de la démocratie et la défense des droits de l’homme, en particulier dans les démocraties émergentes telles que l’Artsakh, la FEAJD déploie régulièrement des missions d’observation électorale à court terme (OCTs) pour surveiller le déroulement du processus électoral dans la République d’Artsakh sur la base de la méthodologie relative à l’observation du processus électoral utilisée par ODIHR/OSCE. En 2015, la FEAJD a déployé une mission indépendante d’observation électorale de court terme en Artsakh avec la participation d'observateurs internationaux, pour s’assurer du bon déroulement des élections législatives. En 2017, une autre mission de ce type a été déployée pour observer le référendum constitutionnel d’Artsakh. Ces deux missions d’observation étaient les premières de ce format puisqu’elles se fondaient sur la méthodologie de l’OSCE. Par ailleurs, elles contribuent au combat contre l’isolement du peuple de la République d’Artsakh en absence des missions d’observation électorales menées par des organisations internationales du fait du statut d’État non-reconnu du Haut-Karabagh.